# Norska mynt
Norska mynt används som betalningsmedel i Norge tillsammans med norska sedlar.
Det finns (2012) följande mynt i omlopp:
- 1 krone - Diameter: 21,0 mm, med hål.
- 5 kroner - Diameter: 26,0 mm, med hål.
- 10 kroner - Diameter: 24,0 mm
- 20 kroner - Diameter: 27,5 mm